# 鈴木宣弘
鈴木 宣弘（すずき のぶひろ、1958年10月25日 - ）は、経済学者（農業経済学、国際経済学）。東京大学大学院農学生命科学研究科特任教授。東京大学農学部卒業後、農林水産省に入省。九州大学大学院教授などを経て、2006年から東京大学教授。博士（農学・東京大学）。NHKを含むメディアの露出も多い。
『農業消滅―農政の失敗がまねく国家存亡の危機』『食の戦争―米国の罠に落ちる日本』『悪夢の食卓―TPP批准・農協解体がもたらす未来』『世界で最初に飢えるのは日本』など著書多数。

## 経歴
1958年生まれ、三重県志摩市出身。半農半漁の家の1人息子で、家業を手伝いながら育つ。1982年、東京大学農学部農業経済学科を卒業し、同年、農林水産省に入省。15年ほど主に貿易問題、国際交渉担当などを担った後に退職。1998年、九州大学農学部助教授、大学院農学研究院教授を経て、2006年9月から東京大学大学院農学生命科学研究科教授（農学国際専攻）。2024年から同特任教授。1998 - 2005年（夏期）、コーネル大学客員教授。1995年、東京大学博士（農学）。博士論文は「生乳市場の不完全競争の実証分析」。2006 - 2014年、日本学術会議連携会員。2022年に「食料安全保障推進財団」を立ち上げ、理事長に就任。

## 活動・主張
国産農産物推進の立場をとり、輸入農産物の農薬や食品添加物、輸入牛肉のホルモン剤、昆虫食の危険性を訴える。
各地の講演会や勉強会で講演活動を行い、毎日新聞、北國新聞、中日新聞、
プレジデントオンライン、文春オンライン、現代ビジネス、東洋経済オンライン、新潮社フォーサイト、電源開発などに寄稿・講演をしている。
立憲民主党、れいわ新選組 、参政党とその関連組織などの政策勉強会、農業協同組合（JA）、生活協同組合などの勉強会でも講演を行う。
鈴木は「政治家、官僚、企業の多くが『今だけ、金だけ、自分だけ』という考え方をしているため、世界中の最も危ない食材が日本に輸入される」「世界の動きに逆行してグリホサートの残留基準値を極端に緩和した」と輸入食品の安全性への懐疑論を唱えている。慶応大学医学部教授の林髞が唱えた「コメ食低脳論」を批判し「ゲノム食品は日本の子どもを実験台にした新しいビジネスモデル。『審査も表示もするな』というアメリカの要請を受け入れて、完全に野放しにした」「中国ではコオロギは「微毒」であり、避妊の薬として扱われてきた」「伝統的には毒とされてきたコオロギを、給食に混ぜて出すのはいかがなものだろうか」などとコオロギ食、ビル・ゲイツによる大規模農地買収や、スマート農業推進を懸念する主張をしている。

## 批判
唐木英明（東京大学教授）と小島正美（ジャーナリスト）、昆吉則（農業技術通信社社長）、ウェブメディアのAGRI FACTなどは、鈴木を、専門外分野における発言に誤りが多いとして批判している。鈴木は彼らから、日本の反農薬運動を牽引し、各地の講演会や勉強会で講師を務め、反農薬運動や遺伝子組み換え（GM）闘争を牽引するブレーン的存在、オピニオンリーダーとしてオーガニック関係者から広く支持を集めてきたとして批判を受けている。
- 昆吉則（農業技術通信社社長）は、「鈴木の農業と食品に関する言説には、「原典・元資料の誤読や意図的な省略・改変、恣意的なデータ操作に依拠して農業不安を煽るものが多い」などと批判している[11][58][26][60]。

- 唐木英明（東京大学教授）は、鈴木を、反農薬運動や遺伝子組み換え（GM）闘争を牽引するブレーン的存在、オピニオンリーダーとしてオーガニック関係者から広く支持を集めてきたと批判している[24][10]。

- ウェブメディアのAGRI FACTはブロガー晴川雨読の協力を得て、批判記事を公表した。それによれば、2021年に『農業消滅――農政の失敗がまねく国家存亡の危機』（平凡社新書）を出版したが[59][61]、「食品安全情報ネットワーク(FSIN)」から誤りに対する指摘を受け、平凡社は2刷で内容を大幅に訂正しているという[52][55][62]。

- 唐木英明（東京大学教授）と小島正美（ジャーナリスト）が、共同代表である「食品安全情報ネットワーク（FSIN）」は、『文藝春秋』2023年2月特大号の「遺伝子組み換え食品の恐怖」という記事を批判した[63][64]。2人によれば、この記事には数多くの誤り、裏付け不足の事実誤認があるという[65][52]、『AGRI FACT』もファクトチェック（検証）記事を掲載した[63]。しかし、同社から返答はなく[66]、『文藝春秋』2023年4月号に鈴木の記事「日本の食が危ない！」が掲載された[12][67]。

- 「農業技術通信社」が発行する月刊誌『農業経営者』は、特集「おいおい鈴木君　鈴木宣弘東大教授の放言を検証する（2023年5月号）[68][69]」「続・おいおい鈴木君　鈴木宣弘東大教授の放言を再度検証する（2023年10月号）[57][70]」を掲載し、文藝春秋の記事を検証した[71][57][67]。2023年5月号の特集では、「特定の信条や利益を持った人や団体の主張や伝聞情報（聞く、言われるなどという形で言及）を十分検証することなく記述している」などと指摘した[71][67]。2023年10月号の特集を執筆した唐木英明は、文春2月号の見開き2ページの小論に6つの誤りを指摘し、農業経済学の専門家である鈴木が、専門違いの食品安全について発言していることの大部分は「虚偽であり三流週刊誌の受け売りでしかない」と批判した[57][70]。また、東京大学についても「明らかな虚偽を広める行為は東京大学の品位を著しく傷つけるだけでなく、そのような内容の講義を行っているのであれば学生に誤った認識を植え付けることになる」と指摘し、フェイクニュースの拡散に手を貸すメディアにも責任があるとして言及した[57][70]。

## 著書

### 単著
- 『WTOとアメリカ農業』（筑波書房、2003年）
- 『FTAと日本の食料・農業』（筑波書房、2004年）
- 『現代の食料・農業問題――誤解から打開へ』（創森社、2008年）
- 『ここが間違っている！日本の農業問題――農業・食料・TPPの“真”常識』（家の光協会、2013年）
- 『食の戦争――米国の罠に落ちる日本』（文春新書、2013年）
- 『悪夢の食卓――TPP批准・農協解体がもたらす未来』 (KADOKAWA、2016年)
- 『牛乳が食卓から消える?――酪農危機をチャンスに変える』 (筑波書房、2016年)
- 『亡国の漁業権開放――協同組合と資源・地域・国境の崩壊』 (筑波書房ブックレット、2017年)
- 『農業消滅――農政の失敗がまねく国家存亡の危機』（平凡社新書、2021年）[59][61]
  - FSINの指摘を受け、2刷で内容を大幅に訂正[52][55][62]。
- 『食料・農業の深層と針路――グローバル化の脅威・教訓から』（創森社、2021年）
- 『貧困緩和の処方箋――開発経済学の再考』（筑波書房ブックレット、2021年）
- 『協同組合と農業経済――共生システムの経済理論』（東京大学出版会、2022年）[72]
- 『世界で最初に飢えるのは日本――食の安全保障をどう守るか』（講談社+α新書、2022年）[73][74][75]
- 『マンガでわかる 日本の食の危機――迫る飢餓･･････「質」も「量」も崖っぷちの現実から大切な命を守るために』（方丈社、2023年）
- 『このままでは飢える!――食料危機への処方箋「野田モデル」が日本を救う』（日刊現代、2023年）
- 『食の属国日本―命を守る農業再生』（三和書籍、2025年3月）

### 共著、編著
- 『主要国の乳価形成：ウルグァイ・ラウンド対応のための乳価政策』生源寺眞一、佐々木敏夫、小林康平、鈴木充夫:共著（酪農総合研究所、1997年）
- 『FTAと食料――評価の論理と分析枠組』編著（筑波書房、2005年）
- 『農が拓く東アジア共同体』進藤榮一、豊田隆:共編著（日本経済評論社、2007年）
- 『食べ方で地球が変わる―フードマイレージと食・農・環境』山下惣一、中田哲也:編著（創森社、2007年）
- 『よくわかるTPP48のまちがい―TPPが日本の暮らしと経済を壊すこれだけの理由』 木下順子:共著（農山漁村文化協会、2012年）
- 『TPPで暮らしはどうなる?』天笠啓祐、山岡淳一郎、色平哲郎:共著（岩波書店、2013年）
- 『農業経済学 第5版』 荏開津典生:共著（岩波書店、2020年）
- 『日本農業過保護論の虚構』 安達英彦:共著（筑波書房、2020年）
- 『だれもが豊かに暮らせる社会を編み直す: 「鍵」は無理しない農業にある』 山田衛:共編著（筑波書房ブックレット、2020年）
- 『日本農業過保護論の虚構』 安達英彦:共著（筑波書房ブックレット、2020年）
- 『自民党という絶望』（担当範囲「第7章 食の安全保障を完全無視の日本は『真っ先に飢える』」） 石破茂、鈴木エイト、白井聡、古谷経衡、浜矩子、野口悠紀雄、井上寿一、亀井静香:共著（宝島社新書、2023年）
- 『現代陰謀事典』（担当範囲「第3章 食における陰謀とは何か？鈴木宣弘氏（東京大学大学院農学生命科学研究科教授）に聞く！食料自給率が世界でも最低レベルなのはなぜか？「アメリカが日本の食文化を変えて、余剰生産物の処理場にしたからです」）真田幸光、深田萌絵、武田邦彦、井上正康:共著（宝島社、2023年）[76]
  - 『日本を危機に陥れる陰謀の正体』真田幸光、深田萌絵、池田清彦、谷本真由美、笹原和俊:共著（宝島SUGOI文庫、2024年2月）『現代陰謀事典』と『世界のニュースに隠された大嘘を見破る方法』を合本し、加筆、改訂、改題したもの[77]
- 『もうひとつの「食料危機」を回避する選択――「海」と「魚食」の守人との対話から』鈴木宣弘, 山田衛:編著（筑波書房ブックレット、2023年10月）
- 『国民は知らない「食料危機」と「財務省」の不適切な関係』森永卓郎:共著（講談社+α新書、2024年2月）[54][78][79]
- 『命を守る食卓』鈴木宣弘, 印鑰智哉, 安田節子:監修（宝島社ムック、2024年6月）
- 『いまだから伝えたい、考えたい「牛乳」のはなし 暮らしのなかの食と農』山田衛, 鈴木宣弘:編著（筑波書房、2024年6月）
- 『環境経済学講義』鈴木宣弘, 木下順子（筑波書房、2025年3月）
- 『日本の食料安全保障とはなにか？』鈴木宣弘, 深田萌絵（かや書房、2025年5月）

### 寄稿
- 『JAcom 』連載コラム（農協協会）[60][80]
- 『月刊JA 』連載コラム（JA全中、2023年4月号よりウェブマガジンへ移行[81]）[82][83]
- 『月刊日本』2016年5月号増刊「日本の農業は決して過保護ではありません」（ケイアンドケイプレス、2016年）
- 『月刊日本』2018年2月号増刊【日本のお米が消える】第二章　安倍政権は共犯だ「今だけカネだけ自分だけの農業になってしまいます」「農業競争力は弱体化します」「飲用牛乳がスーパーから消えます」（ケイアンドケイプレス、2018年）[84]
- 『世界』第924号「失うだけの日米FTA」（岩波書店、2019年9月）
- 『ルネサンス』vol.9「ECOに翻弄される世界」（ダイレクト出版、2021年）
- 『東洋経済ONLINE』2021年8月27日｢『自国民は食べない』小麦を輸入する日本の末路」[53]
- 『維新と興亜』第12号（望楠書房、2022年）「日本でも餓死者が出る」[85]
- 『表現者クライテリオン』2022年5-9月号（通巻102-104号）（啓文社書房、2022年）「【鈴木宣弘×藤井聡】『農』を語る――農こそが日本を守る」[86]
- 『致知』2023年1月号「いま、そこにある食料危機！」（致知出版社、2022年）[87]
- 『月刊正論』2023年2月号「日本よ覚醒せよ【特集：日本を前向きに】国内の食料・農業守ってこそ安全保障」（正論編集部、2022年）[88]
- 『月刊日本』2023年1月号「【特集：飢餓・農薬　日本人の命が危ない！】日本人7200万人が餓死する！」（ケイアンドケイプレス、2022年）[4]
- 『ルネサンス』vol.13「食がもたらす“病”～日本の食 安全神話崩壊～」（ダイレクト出版、2023年）
- 『文藝春秋』2023年2月特大号「【特集：目覚めよ！日本 101の提言】遺伝子組み換え食品の恐怖 問題は食糧とエネルギーだ」（文藝春秋、2023年）[63][64]
- 『文藝春秋』2023年4月号「緊急特集『日本の食が危ない！』」（文藝春秋、2023年）[12][89][90]
- 『AsageiBiz』2023年6月25日　東大大学院教授が警鐘「日本で7200万人が餓死する！」（徳間書店、2023年）[91]

ほか

## 出演

### NHK
- 『日曜フォーラム』「あなたの食卓は　国際化の中の食料問題」（2007年7月8日、教育）[92]
- 『日曜フォーラム』「ふるさとの環境と景観は守れるか」（2007年12月16日、教育）
- 『視点・論点』「食糧自給率向上の課題と展望」（2008年4月17日）
- 『NHKスペシャル』「世界同時食糧危機 アメリカ頼みの“食”が破綻する」（2008年10月17日）[93][94]
- 『日曜フォーラム』「なぜ農業で食べられないか～生産者・消費者がやるべきこと～」（2009年11月1日、教育）
- 『視点・論点』「TPPと農業問題（２）」（2010年11月9日）
- 『TVシンポジウム』「協同組合への期待」（2011年2月26日、教育）
- 『TVシンポジウム』「“強い農業とはなにか”～競争社会の中で問われること～」（2011年10月29日）
- 『週刊ニュース深読み』「TPP　どう守る？私たちの食卓！」（2011年11月12日）
- 『NHKスペシャル』「徹底討論TPP　どうなる日本」（2011年11月18日）
- 『視点・論点』「TPPと農業強化は両立するか」（2011年11月2日）
- 『日曜討論』第1部「どうする選挙制度」第2部「林農相に問う」（2013年3月31日）
- 『グローバルディベートWISDOM』「TPP　世界はどう見る～どこまで進める　貿易の自由化～」（2013年08月31日、BS1）
- 『TVシンポジウム』「日本農業の選択　食と農の未来をどうするか」（2013年10月5日、教育）
- 『週刊ニュース深読み』「減反廃止へ　どうなる？　日本のお米」（2013年11月30日）
- 『NHKスペシャル』「TPPは日本に何をもたらすか」（2015年10月16日）
- 『視点・論点』「TPPで何が変わるのか（２）食と農と暮らしへの影響」（2015年11月10日）
- 『クローズアップ現代』『世界でどう闘う？農産物のＪＡＰＡＮブランド～求められる新戦略～』（2020年10月22日）[95]
- 『NHKニュースおはよう日本』「（おはBiz）食料の未来を考える　肥料高騰対策のヒント」（2022年12月6日）[96]
- 『クローズアップ現代』「“牛乳ショック”値上げの舞台裏で何が」（2023年1月23日）[97]
- 『クローズアップ現代』「コメも野菜も...“国産”に危機!?――ある農作物を求め行列が」（2023年8月29日）[98][99]
- 『NHKスペシャル』「シリーズ 食の“防衛線” 第一回 主食コメ・忍び寄る危機」（2023年11月26日）[13][100]
- 『日曜討論』「林官房長官に問う――私たちの「食」をどう守る？」（2023年12月17日）[101]

### その他
- 『サンデープロジェクト』（2008年12月7日、テレビ朝日）[93][102]
- 『TPPは農業へのショック療法となり得るのか』（2010年12月4日、ビデオニュース・ドットコム）
- 『TPP 隠された真実「何を失い何を得たのか」』（2016年7月4日、デモクラTV）
- 『武器より農業を！〜日本の食料自給率問題・食の安全保障問題を考える〜』（2023年1月20日、エアレボリューション）
- 『日経ニュースプラス9』「食料危機！？2050年農家が8割減る…？」（2023年10月9日、BSテレビ東京）[103]

ほか

## 論文
- 鈴木宣弘 - 科学研究費助成事業データベース
- 鈴木宣弘 - 東京大学 教員検索
- CiNii 鈴木宣弘

## 参考サイト
- tag 鈴木宣弘 AGRI FACTの検証記事